# コプト語訳聖書
コプト語訳聖書は数多くあり、そのうちのいくつかは最古級の聖書翻訳である。いくつかの異なるバージョンが古代になされた。コプト語の4大方言、すなわち、ボハイラ方言（北部）、ファイユーム方言、サイード方言、アクミーム方言、そしてオクシリンコス方言において異なるエディションがある。聖書本文はアレクサンドリア型ギリシア語テクストを用いて翻訳された。
サイード方言は、前イスラム期において最も主要な方言であったが、11世紀以降、ボハイラ方言が台頭し、唯一用いられるようになった。
数多くのコプト語訳聖書の断片が残されている。聖書外典もかなりの数が残っている。その中でも最も重要なのはグノーシス文献のナグ・ハマディ写本である。 コプト語はコプト教会の典礼言語として存続しており、聖書のコプト語版は、その信仰の中核をなしている。

## 旧約聖書
旧約聖書のコプト語諸方言への翻訳は、自然、アレクサンドリア型ギリシア語版（七十人訳聖書）からなされた。そして、福音書や書簡と同時期に翻訳されたことは疑いの余地はない。コプト語版旧約聖書の断片はコプト語のすべての方言において残されている。
サイード方言では、聖書のいくつかの諸書が完全な形で残っている。かなりの数の第一正典および第二正典（２つの知恵の書、エレミヤの手紙、ダニエル書へのギリシア語による補足）がこの方言で残っている。

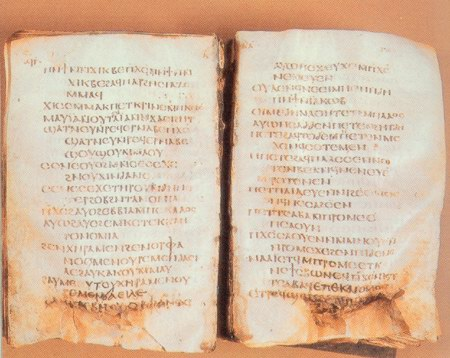
ムディル詩篇、コプト語における最古かつ完全な詩篇（コプト博物館、エジプト、カイロ・コプト教徒地区）。

- ボドマーIII — ヨハネ福音書 1:1-21:25, 創世記 1:1-4:2; 紀元後4世紀; ボハイラ方言
- ボドマーVI — 箴言 1:1-21:4; 紀元後４または５世紀; 古テーベ方言 ("P方言")
- ボドマーXVI — 出エジプト記 1:1-15:21; 紀元後４世紀;
- ボドマーXVIII — 申命記 1:1-10:7; 紀元後４世紀;
- ボドマーXXI — ヨシュア記 6:16-25; 7:6-11:23; 22:1-2; 22:19-23:7; 23:15-24:2; 紀元後４世紀;
- ボドマー XXII — エレミア書 40:3-52:34; 哀歌; エレミアの手紙; バルク書; 紀元後４または５世紀;
- ボドマーXXIII — イザヤ書 47:1-66:24; 紀元後４世紀;
- ボドマーXL — 雅歌
- ボドマーXLIV — ダニエル書; ボハイラ方言.[2]
- シェーエン Ms 114 — 詩篇; サイード方言； 紀元後４００年頃.